# Sorok Sorokow
Die Bewegung Sorok Sorokow (russisch Движение «Сорок сороков») ist eine fundamentalistisch-orthodoxe Organisation, welche im Sommer 2013 gegründet wurde und die es sich zur Aufgabe gemacht hat, Kirchengebäude der Russisch-orthodoxen Kirche zu schützen.

## Geschichte
Die Bewegung entstand am 1. Juni 2013 als Reaktion auf die Aktionen der Gruppe Pussy Riot und wurde durch den Musiker Andrei Kormuchin gegründet. Führende Mitglieder von Sorok Sorokow sollen der rechtsextremen Gruppierung Pamjat angehört haben. Als Zielsetzung soll die Organisation eine erzieherische Funktion auf die Jugend einnehmen. In diesem Zusammenhang wurde 2023 durch diese Organisation die Gründung der Partei Für die Familie (russisch За семью) initiiert.